# Selfdiszkrepancia-elmélet
A selfdiszkrepancia-elmélet (angolul: Self-discrepancy theory) szerint emocionális jóllétünket az önmagunkról alkotott képünk és a selfvezérlőink közötti eltérés határozza meg. Ez a nézet Tory Higgins pszichológus nevéhez köthető, aki 1987-ben publikálta elméletét.
Nézetei magyarázatot adnak arra a jelenségre, amikor az ember társadalmilag elismert pozitívumai ellenére sem érzi úgy, hogy valóban sikeres lenne, sőt egyenesen fél attól, hogy kudarcot vall, és nem felel meg a vélt elvárásoknak. Ez alapján joggal következtethetünk arra, hogy az önértékelés nem csupán külső hatások valamint az egyénnel történő események alapján alakul ki, hanem attól is függ, hogy az ember mindezeket hogyan reprezentálja önmaga felé.
A selfdiszkrepancia- elmélet általános hipotézise: "...minél nagyobb mértékű és minél hozzáférhetőbb az adott fajta énkép- eltérés, annál nagyobb mértékben fogja a személy a hozzá kapcsolódó kellemetlen érzést átélni.". Az azonban egyénfüggő, hogy hányféle énkép- eltéréssel rendelkezik az adott egyén, illetve az is, hogy ezek közül melyiket tartja fontosnak.

## Szelfdiszkrepanciák
Az énkép tartományai

1. Valóságos énkép: azokat a jellemzőket (attribútumokat) tartalmazza, amelyekkel - saját magunk vagy valaki más szerint- ténylegesen rendelkezünk 

2. Ideális énkép: azokat a tulajdonságokat képviseli, melyekkel rendelkezni szeretnénk, vagy valaki más szeretné, ha rendelkeznénk azokkal (reményeink, törekvéseink, vágyaink)

3. Elvárt énkép: azokat a jellemzőket képviseli, amelyekkel saját magunk vagy valaki más szerint rendelkeznünk kellene (kötelezettségeink, feladataink, felelősségvállalásaink)
Az énkép nézőpontjai

1. Saját, személyes nézőpontunk

2. (Jelentős) másik (pl.: anya, apa, testvér, házastárs) nézőpontja
A 3 énkép- tartomány illetve az énkép 2 nézőpontja összesen 6 alapvető énállapot- reprezentációt eredményez. Ezek közül a 2 valóságos énkép (valóságos - saját illetve valóságos - másik) alkotja a személy énfogalmát, a másik 4 (ideális - saját, ideális - másik, elvárt - saját, elvárt - másik) pedig az egyén énkép- vezérfonalait, vagy más néven szelfvezérlőit.

Az énkép- eltérések típusa és a kellemetlen érzés minősége

Higgins szerint mindnyájan arra törekszünk, hogy az énképünk összhangban legyen a (számunkra releváns) szelfvezérlőinkkel. Ha azonban ez valamiért mégsem sikerül, kellemetlen érzést fogunk átélni, aminek a minőségét az énkép- eltérés típusa határozza meg. A valóságos - ideális énképeltérés esetében a pozitív kimenetel marad el, ami lehangoltsággal rokon érzelmeket (elégedetlenség, csalódottság, szomorúság) eredményez. A valóságos - elvárt énképeltérés esetében ugyanakkor negatív kimenetel következik be, ami izgalommal rokon érzelmeket (félelem, rettegés, idegesség) vált ki.

## Diszkrepanciához vezető kiemelt helyzetek és típusok
A hétköznapokban számos olyan helyzet és emberekre jellemző típus előfordulhat, amely önkéntelenül is felhívja a figyelmet hiányosságainkra és gyengeségeinkre.

### Selfre irányuló gondolatok
Ha az ember valamilyen oknál fogva akár rövid ideig is olyan személyre gondol, aki karizmatikusan képviseli mindazon normákat, amelyeket az egyén is vall, akkor akaratlanul megjelennek előtte saját normái és az ezekkel kapcsolatos hiányosságok, amelyek kézzelfoghatóvá teszik a selfdiszkrepanciákat.

### Selfre fókuszáló helyzetek
Az olyan helyzetekben, amelyek során a személy középpontba kerül, fokozódik az öntudatossága és belső normái különösképp kirívóvá válnak. Az éntudatosság elmélet szerint, ha a figyelem az énre irányul, akkor nyilvánvalóvá válnak a diszkrepanciák, ezért kényelmetlenek sokszor az olyan szituációk, mint például a színpadon vagy videón való szereplés.

### Az énre fókuszáló egyének
Az emberek különbözőek abban a tekintetben, hogy mekkora figyelmet fordítanak a saját személyiségükre és viselkedésükre. Azok a személyek, akiknek privát éntudatossága magasabb, az intenzív önmonitorozás révén sokkal könnyebben felfedezik hiányosságaikat és diszkrepanciáikat. Ezekkel persze felveszik a harcot és igyekeznek megbirkózni velük, azonban ha nem sikerül, az további emocionális kínt és fájdalmat okozhat.

## Énvédő mechanizmusok
Szélsőséges esetekben a selfdiszkrepancia a túlzott szomorúság és aggodalom révén az önbecsülés csökkenését idézheti elő, ami pedig hosszútávon depresszióhoz is vezethet. Ezt az egészséges személyiség igyekszik elkerülni, ennek érdekében több énvédő mechanizmust is felhasznál, hogy megszűrje a külvilág felől érkező információkat.
Fontos megemlíteni, hogy az emberek előtt általában rejtve maradnak személyes normáik, az egyszerű mindennapokban csak ritkán vetik alá magukat mély önanalízisnek. Ha pedig valamilyen külső inger hatására mégis megteszik, nem kutatnak elég alaposan, beérik a legkönnyebben hozzáférhető és ezzel egyetemben legnagyobb hatást gyakorló információval is, amelyet hatásosan lehet torzítani egy pozitívabb kép kialakításának érdekében.

### Az eredmény meghatározza a bizonyítékot
A kívánt pozitív eredmény elérésének érdekében, az emlékezés során automatikusan azok a múltbéli történések jutnak az egyén eszébe, amelyek alátámasztják, nem pedig negatív irányba cáfolják az ideális képet.

### Könnyen hozzáférhető siker és elfojtott kudarc
Az ember számára imponáló sikerek kellemes érzést keltenek, jóleső tevékenység gyakorta felidézni őket és elmerengeni felettük. A kudarcok pont ellentétes utat járnak be, mivel felidézésük negatív érzelmeket és szomorúságot okoz. Éppen ezért hajlamosak elsikkadni az emlékezetben és csak ritkábban jutnak az egyén eszébe.
Ennélfogva bizonyítékgyűjtés során a könnyen felszínre kerülő emlékek és információk egyaránt az önmagunkról alkotott pozitív szemléletünket igyekeznek megerősíteni és ezáltal úgy érezzük, joggal állíthatjuk azt, hogy milyen jók vagyunk. Ezzel párhuzamosan igyekezzük elkerülni az olyan helyzeteket, amelyek könnyen megcáfolhatnák e vélekedésünket. Ha pedig mégis kiderül, hogy nem vagyunk elég rátermettek, akkor számos további pszichológiai mechanizmus áll rendelkezésünkre.